# Igor Son
Igor Son, né le 16 novembre 1998, est un haltérophile kazakh.

## Compétitions internationales
Il participe aux Championnats du monde de la Jeunesse d'haltérophilie en 2013 (moins de 50 kg) et en 2015 (moins de 50 kg) pour lesquels il termine respectivement treizième tandis qu'il est disqualifié pour le suivant.
Le 20 juin 2014, il participe à l'édition des Championnats du monde Junior ; son unique participation dans cette compétition. Il termine quinzième dans les moins de 56 kg.
En 2015, il participe à la dix-septième édition des Championnats asiatiques de la Jeunesse. C'est la première fois qu'il termine premier dans une compétition internationale. Il participe alors à l'épreuve des moins de 50 kg.
Dans les moins de 56 kg, il termine quatrième le 8 novembre 2016 aux Championnats asiatiques Junior.
Avec un total de 257 kg, il termine également quatrième au cinquième Jeux asiatiques d'intérieur et d'arts martiaux pour la catégorie des moins de 56 kg.
Il termine une nouvelle fois premier mais cette fois pour la sixième édition des Championnats Internationaux de la Solidarité, toujours dans les moins de 61 kg, en soulevant 286 kg.
Enfin, il termine quatrième aux Championnats asiatiques de 2020 (qui se déroulent en 2021 en raison de la pandémie due à la maladie à coronavirus 2019), derrière le japonais Yoichi Itokazu, le saoudien Seraj Abdulrahim M Alsaleem et le chinois Fabin Li.

### Coupes Internationales du Qatar
Le 19 décembre 2018, il participe pour la première fois à la Coupe Internationale du Qatar dans la catégorie des moins de 61 kg et remporte la médaille d'argent devant le japonais Shin Oshida et derrière le médaillé d'or, le japonais Hayato Hirai, en soulevant 267 kg.
Un an plus tard, il participe à l'édition de 2019, toujours dans la même catégorie, et décroche cette fois-ci la médaille d'or devant le turkmène Seyitjan Mirzayev et l'italien Davide Ruiu, en soulevant huit kilogrammes de plus que le turkmène, soit 278 kg.

### Championnats du monde
En 2019, il remporte deux médailles aux Championnats du monde d'haltérophilie 2019 à Pattaya en Thaïlande. Il participe à la catégorie des moins de 55 kg et remporte la médaille de bronze pour l'épreuve d'arraché avec 120 kg derrière le vietnamien médaillé d'argent Nguyễn Trần Anh Tuấn et le nord-coréen médaillé d'or Om Yun-chol. Pour le total des deux épreuves des moins de 55 kg, il remporte la médaille d'argent avec un total de 266 kg devant le saoudien Mansour Al-Saleem et le nord-coréen Om Yun-chol, médaillé une nouvelle fois en or.

### Jeux olympiques
Il participe pour la première fois aux Jeux olympiques d'été de 2020 (qui se déroulent en 2021 en raison de la pandémie due à la maladie à coronavirus 2019) à Tokyo au Japon. Il remporte la médaille de bronze, pour l'épreuve masculine des moins de 61 kg derrière l'indonésien médaillé d'argent Eko Yuli Irawan et le chinois médaillé d'or Li Fabin.
Il remporte cette médaille avec un poids total de 294 kg. Avec ce poids, il a battu son record personnel.

### Dopage et suspension
En février 2023, Igor Son est suspendu jusqu'en 2030 après avoir été testé positif à la méthandrosténolone en 2015 lors des Mondiaux juniors.